# New England Central
Le chemin de fer New England Central (NECR) est une filiale de RailAmerica, qui a lancé ses opérations en 1995. Sa voie ferrée relie New London (Connecticut), à Alburgh (Vermont), pour une distance de 366 km.

## Historique
Le New England Central est le successeur du Central Vermont, qui fut vendu par le Canadien National à RailTex Corp. en 1995. Il fut renommé le New England Central.
Le nouveau chemin de fer fut marqué par un service amélioré comparativement à l'ancien Central Vermont. En moins d'un an, le NEC a pu arrêter la réduction de trafic et augmenter son volume à 30 000 wagons par an, contrairement au vieux Central Vermont, qui avait souffert d'un déclin de trafic et d'une perte de profits. Le nombre d'employés a cependant diminué de moitié par rapport au temps du Central Vermont.
En 2000, Railtex fut acquis par RailAmerica. Aucun changement n'a eu lieu dans les opérations.